# Grover Township (Missouri)
Pour les articles homonymes, voir Grover Township.
Grover Township est un ancien township, situé dans le comté de Johnson, dans le Missouri, aux États-Unis,.
Le township est fondé en 1869 et baptisé en référence à B. W. Grover, un pionnier.

### Source de la traduction
- (en) Cet article est partiellement ou en totalité issu de l’article de Wikipédia en anglais intitulé « Grover Township, Johnson County, Missouri » (voir la liste des auteurs).